# 徐进 (1923年)
徐进（1923年11月17日—2010年10月15日），浙江慈溪人，中国越剧编剧。

## 生平
1950年4月，参加华东越剧实验剧团，参与改编越剧剧目《梁山伯与祝英台》。1953年春，与桑弧合作编写越剧电影《梁山伯与祝英台》剧本。1979年至1984年，任上海越剧院副院长。

## 作品
徐进创作或改编的剧目有《红楼梦》《盘夫索夫》《金山战鼓》《劈山救母》《花中君子》《沙漠王子》《浪荡子》《秋海棠》等。

## 资料来源
1. ↑  .   [2010-03-21]. （原始内容存档于2019-08-07）.
2. ↑  "讣告", 《新民晚报》，2010年10月19日A18版